# Adela García
Adela García (Cabrera, 1 de diciembre de 1971) es una culturista profesional y de fitness dominicana. Ganó en ocho ocasiones el certamen de la IFBB de Ms. Fitness Olympia.

## Carrera en el culturismo

### Biografía
Nació el primero de diciembre en el municipio de Cabrera, en la República Dominicana. Con ocho años se trasladó junto a su familia hasta San Juan (Puerto Rico). En la escuela jugaba al sóftbol, al voleibol y al baloncesto. Comenzó a entrenar con pesas a los 17 años.
Adela comenzó a competir en 1995, con el objetivo de convertirse en una profesional del fitness. Obtuvo su tarjeta profesional en 1999 al ganar el Campeonato de Fitness de la NPC en los Estados Unidos. En 2000 debutó como profesional en el Ms. Fitness International, quedando en octava posición. Ese mismo año se clasificó para Ms. Fitness Olympia 2000 al quedar en noveno lugar en el Jan Tana Classic. 
Adela ha ganado varios títulos profesionales, sobre todo el Fitness Olympia de 2004 y 2006, y el Fitness International de 2004 y 2006. Durante varios años estuvo casada con Brian Friedmansky, y compitió como Adela García-Friedmansky. Estuvo comprometida con el culturista australiano Lee Priest.

### Historial competitivo
- 1995 - NPC Europa Sports Fitness Championship - 2º puesto
- 1996 - NPC National Fitness Championship - 12º puesto
- 1996 - NPC Pennsylvania Fitness Championship - 4º puesto
- 1998 - NPC USA Fitness Championship - 9º puesto (short class)
- 1998 - NPC National Fitness Championship - 8º puesto (short class)
- 1998 - IFBB North American Fitness Championship - 6º puesto (short class)
- 1998 - NPC Junior National Fitness Championship - 2º puesto (short class)
- 1999 - NPC USA Fitness Championship - Ganadora de Overall
- 2000 - IFBB Fitness International - 8º puesto
- 2000 - IFBB Atlantic City Pro Fitness - 6º puesto
- 2000 - IFBB Pittsburgh Pro Fitness - 5º puesto
- 2000 - IFBB Fitness Olympia - 5º puesto
- 2000 - IFBB Jan Tana Classic Pro Fitness - 2º puesto
- 2001 - IFBB Fitness International - 3º puesto
- 2001 - IFBB Pittsburgh Pro Fitness - 3º puesto
- 2001 - IFBB Fitness Olympia - 4º puesto
- 2002 - IFBB Fitness International - 4º puesto
- 2002 - IFBB New York Pro Fitness - 1º puesto
- 2002 - IFBB Atlantic States Pro Fitness - 1º puesto
- 2002 - IFBB Pittsburgh Pro Fitness - 1º puesto
- 2002 - IFBB Fitness Olympia - 4º puesto
- 2002 - IFBB GNC Show of Strength Fitness - 2º puesto
- 2003 - IFBB Fitness International - 2º puesto
- 2003 - IFBB New York Pro Fitness - 1º puesto
- 2004 - IFBB Fitness International - 1º puesto
- 2004 - IFBB Fitness Olympia - 1º puesto
- 2005 - IFBB Fitness International - 2º puesto
- 2005 - IFBB Fitness Olympia - 3º puesto
- 2005 - IFBB Sacramento Pro Fitness - 1º puesto
- 2006 - IFBB Fitness International - 1º puesto
- 2006 - IFBB Fitness Olympia - 1º puesto
- 2007 - IFBB Fitness International - 3º puesto
- 2007 - IFBB Houston Pro Figure Contest - 3º puesto
- 2007 - IFBB Europa Super Show - 1º puesto
- 2007 - IFBB Fitness Olympia - 1º puesto
- 2009 - IFBB Fitness Olympia - 1º puesto
- 2010 - IFBB Fitness International - 1º puesto
- 2010 - IFBB Fitness Olympia - 1º puesto
- 2011 - IFBB Fitness International - 1º puesto
- 2011 - IFBB Fitness Olympia - 1º puesto
- 2012 - IFBB Fitness International - 1º puesto
- 2012 - IFBB Fitness Olympia - 1º puesto
- 2013 - IFBB Fitness Olympia - 1º puesto